# Earthling (film)
Pour les articles homonymes, voir Earthling.
Pour plus de détails, voir Fiche technique et Distribution.
Earthling est un film américain réalisé par Clay Liford, sorti en 2010.

## Fiche technique
- Titre français : Earthling
- Réalisation : Clay Liford
- Scénario : Clay Liford
- Pays d'origine : États-Unis
- Format : Couleurs - 35 mm - 1,78:1 - Mono
- Genre : science-fiction
- Durée : 111 minutes
- Date de sortie : 2010

## Distribution
- Rebecca Spence : Judith
- Peter Greene : Swinnert
- William Katt : Ryan Donnelly
- Jenny Shakeshaft : Joy
- Savanna Sears : Maris
- Matt Socia : Sean
- Amelia Turner : Abby
- Harry Goaz : Thomas Head
- Bill Jenkins : Principal
- Allison Latta : Julie
- Andrew Sensenig : John Tender
- Stacy Cunningham : Meredith
- Bill Sebastian : Jack Woodring

## Distinctions
- 2010 : Grand prix du jury des Utopiales.